# Bessel-Ellipsoid
Das Bessel-Ellipsoid (auch Bessel 1841) ist ein Referenzellipsoid für Europa. Friedrich Wilhelm Bessel leitete es 1841 aus den Daten großräumiger Vermessungen in Europa, Russland, Indien und Südamerika ab.

## Das Bessel-Ellipsoid
Bessel verarbeitete das Datenmaterial der von ihm selbst durchgeführten Preußischen Gradmessung mit dem von neun weiteren weltweit durchgeführten Gradmessungen: die französische, die englische, die hannoversche, die dänische, die schwedische und die russische Gradmessung sowie die Gradmessung der Pariser Akademie in Südamerika (Peru/Ecuador) und die beiden ostindischen Profile.
Die Gesamtlänge der Messbögen beträgt nach Ledersteger 50°34', was etwa 5.700 Kilometern entspricht. Bessel konnte durch seine sorgfältige Datenbearbeitung eine sehr gute Annäherung an den heute bekannten Wert für die Erdfigur erzielen.
Bessel ermittelte die folgenden Werte für sein Referenzellipsoid (umgerechnet in heutige Einheiten):
Äquatorhalbachse a = 6.377.397,155 m, Polhalbachse b = 6.356.078,963 m, Erdabplattung f = 1 : 299,152815
Der damaligen Rechentechnik entsprechend, gab Bessel die Ergebnisse (Dimensionen des Ellipsoids) nicht nur numerisch in der damals üblichen Längeneinheit Toise an, sondern auch als Logarithmen.
Gegenüber dem aktuell verwendeten Erdellipsoid, das auf Dezimeter genau bekannt ist, hat es um rund 700 Meter kürzere Achsen a (äquatorial) und b (polar). Die genauen Werte im Vergleich zu anderen, beispielsweise dem für GPS-Vermessung verwendete World Geodetic System WGS84 von 1984, sind in dieser Tabelle zu finden.

## Verwendung
Bei seiner Veröffentlichung anno 1841 war das Bessel-Ellipsoid das genaueste und wurde in den nächsten Jahrzehnten praktisch allen neueren Vermessungsnetzen zugrunde gelegt. Erst mit den Ellipsoiden von Clarke um 1880 bzw. nach dem Aufkommen geophysikalischer Berechnungsmethoden (u. a. durch Hayford um 1920) gingen einige Staaten zu neueren Ellipsoiden über. Diese sind aber auch nur regional der Erdkrümmung angepasst und weichen daher ebenso wie Bessels Pionierwerk von den aus Satelliten-Daten weltweit abgeleiteten Ellipsoiden unserer Zeit ab.
Das Bessel-Ellipsoid passt sich durch seine Datengrundlage dem Geoid und der mittleren Erdkrümmung in Eurasien besonders gut an und wurde daher vielen Landesvermessungen zugrunde gelegt, z. B. in Deutschland (seit 1989 auch wieder in Ostdeutschland), in Österreich, in der Schweiz und in Tschechien sowie in den Nachfolgestaaten Jugoslawiens. Aber auch außerhalb Europas findet es Verwendung, nämlich in Indonesien (Sumatra, Kalimantan (Borneo), Bangka, Belitung) und Japan (Okinawa, Mean Solu), ferner in Eritrea und Namibia.
Um 1950 basierte etwa die Hälfte der Triangulationen in Europa und etwa 20 % auf anderen Kontinenten auf dem Bessel-Ellipsoid; stark vertreten waren auch die Referenzellipsoide von Hayford 1908 („internat. Ell. 1924“, v. a. für Amerika und ED50) und von Krassowski (vor allem Osthälfte Europas).